# Koerwitz-Gletscher
Der Koerwitz-Gletscher ist ein Gletscher mit geringem Gefälle im westantarktischen Marie-Byrd-Land. Er fließt vom Mount Griffith in den Hays Mountains zu den Karo Hills.
Erstmals gesichtet und grob kartiert wurde er bei der Byrd Antarctic Expedition (1928–1930). Das Advisory Committee on Antarctic Names benannte den Gletscher 1967 nach Peter H. Koerwitz, Verwalter des biologischen Labors auf der McMurdo-Station im Jahr 1965.